# Agustí Vila
Agustí Vila (Barcelona, España, 1961) es un director de cine, guionista, realizador de televisión y dramaturgo.

## Trayectoria
Su primera película, un cortometraje, salió al mercado en 1996: Ábreme la puerta, que ganó diversos premios nacionales e internacionales. Tras incursiones en la televisión y cine catalán rodó en 2010 La mosquitera, película con la que ganó el Premio a la Mejor Película (Crystal Globe) en el Festival de Karlóvy Váry y la Espiga de Plata en la Seminci de Valladolid. La actriz Emma Suárez optó al Premio Goya a la mejor actriz.

## Filmografía

### Como director
- La mosquitera (2010)
- Jean Leon (documental) (2006)
- Pagats per riure (serie de televisión) (2001)
- Un banco en el parque (1999)
- Nova ficció (serie de televisión) (1997)
- Alícia i el lloro (1997)
- Ábreme la puerta (Cortometraje, 1996)

### Como guionista
- La mosquitera (2010)
- Jean Leon (documental) (2006)
- Pagats per riure (series de televisión) (2001)
- Un banco en el parque (1999)
- Nova ficció (serie de televisión) (1997)
- Alícia i el lloro (1997)
- Ábreme la puerta (cortometraje) (1996)

### Como dramaturgo
- La finestra tancada, estrenada el 23 de febrero en el Teatre Lliure (Barcelona)